# Leolimnophila pantherina
Leolimnophila pantherina is een tweevleugelige uit de familie steltmuggen (Limoniidae). De soort komt voor in het Australaziatisch gebied.